# Rafael Leonardo Callejas
Rafael Leonardo Callejas Romero (Tegucigalpa, 14 novembre 1943 – Atlanta, 4 aprile 2020) è stato un politico honduregno.
È stato Presidente dell'Honduras dal gennaio 1990 al gennaio 1994.